# Aspagour Ier d'Ibérie
Aspagour Ier d'Ibérie (en géorgien : ასფაგურ I, latinisé en Aspacoures) est le dernier roi d’Ibérie de la dynastie arsacide, ayant régné de 265 à 284. 

## Biographie
Selon la Chronique géorgienne qui ne lui accorde qu’un règne de trois ans, Aspagour ou Asphagour est le 23e roi d’Ibérie. Il aurait bâti ou restauré la forteresse d’Udjarma. 
Il est  surtout connu pour avoir résisté à l’expansion perse dans le Caucase en combattant un roi perse que la Chronique géorgienne nomme  Khosrov aux côtés d’un roi d’Arménie homonyme nommé  Cosaro (Khosrov II). 
Il semble qu’Aspagour ait participé aux combats qui, sous les règnes des empereurs romains Probus et Carus, permirent le rétablissement en Arménie occidentale de Khosrov II d'Arménie comme roi client de Rome vers  280. 
Défait par les forces iraniennes, Aspagour se serait retiré en Ossétie dans l’espoir de lever de nouvelles troupes mais il y meurt rapidement. 
Aspagour ne laisse aucun fils mais seulement une  fille en bas âge nommée Abechoura. Les éristhaws de Karthlie se réunissent autour du spaspet (?) Maïjan dans la ville de Mtskheta et, après délibérations, ils proposent la jeune princesse comme épouse pour un fils du roi perse Khosrov. 
Ce dernier, impressionné par la noblesse des ancêtres de la petite fille qui comprennent les trois races qui avaient gouverné l’Ibérie, et surtout conscient de la position stratégique de l’Ibérie « aux portes du Caucase », accepte l’offre et lui désigne pour époux le fils de 7 ans nommé Mihran ou Mirian qu’il a eu d’une esclave.